# ريتشارد أنجيلو
ريتشارد أنجيلو (بالإنجليزية: Richard Angelo) هو قاتل متسلسل وممرض أمريكي، ولد في 29 أغسطس 1962 في لونغ آيلند في الولايات المتحدة.